# Влада Десимира Јевтића
Влада Десимира Јевтића је била једанаесто Извршно веће СР Србије. Формирана је 6. маја 1986. и трајала је до 5. децембра 1989. године.

## Састав Владе
Састав Владе је био следећи:
| Ресор                                                                         | Министар            | Странка   | Детаљи           |
| ----------------------------------------------------------------------------- | ------------------- | --------- | ---------------- |
| Председник Извршног већа                                                      | др Десимир Јевтић   | СК Србије |                  |
| Потпредседник                                                                 | Ратко Бутулија      |           |                  |
| Потпредседник                                                                 | Раденко Жунић       |           |                  |
| Потпредседник                                                                 | Милутин Милошевић   |           |                  |
| Потпредседник                                                                 | Филип Грујић        |           |                  |
| Чланови које бира Скупштина                                                   |                     |           |                  |
|                                                                               | Др Петар Бојић      |           |                  |
|                                                                               | Крцун Драговић      |           |                  |
|                                                                               | Др Душан Јовановић  |           |                  |
|                                                                               | Љубисав Лилић       |           |                  |
|                                                                               | Драгутин Марковић   |           |                  |
|                                                                               | Драгољуб Митић      |           |                  |
|                                                                               | Драгослав Николић   |           |                  |
|                                                                               | Милисав Парезановић |           |                  |
|                                                                               | Др Милутин Петровић |           |                  |
|                                                                               | Радослав Радовић    |           |                  |
|                                                                               | Бранко Шалипур      |           |                  |
|                                                                               | Јован Зебић         | СК Србије |                  |
|                                                                               | Душан Вишњић        |           |                  |
|                                                                               | Фадиљ Мумини        |           |                  |
|                                                                               | Драгољуб Ћосић      |           |                  |
|                                                                               | Љубисав Лилић       |           |                  |
| Чланови по положају                                                           |                     |           |                  |
| Републички секретар за унутрашње послове                                      | Светомир Лаловић    |           |                  |
| Републички секретар за народну одбрану                                        | Мирослав Ђорђевић   |           |                  |
| Републички секретар за финансије                                              | Милорад Шкрбић      |           |                  |
| Републички секретар за правосуђе и општу управу                               | Драган Шапоњић      |           |                  |
| председник Републичког комитета за односе са иностранством                    | Др Божо Јовановић   |           |                  |
| председник Републичког комитета за енергетику, индустрију и грађевинарство,   | Раде Чолић          |           |                  |
| председник Републичког комитета за саобраћај и везе                           | Ђорђе Матић         |           | до 6. јула 1989. |
| председник Републичког комитета за саобраћај и везе                           | Бранко Шалипур      |           | од 6. јула 1989. |
| председник Републичког комитета за пољопривреду и шумарство                   | Жарко Секулић       |           |                  |
| председник Републичког комитета за робни промет и услуге                      | Лука Мачкић         |           |                  |
| председник Републичког комитета за урбанизам, стамбене и комуналне делатности | Љубица Бујанић      |           |                  |
| председник Републичког комитета за образовање и фискултуру                    | Миломир Петровић    |           |                  |
| председник Републичког комитета за културу                                    | Бранислав Милошевић |           |                  |
| председник Републичког комитета за науку и информатику                        | Др Петар Правица    |           |                  |
| председник Републичког комитета за информације                                | Живорад Ђорђевић    |           |                  |
| председник Републичког комитета за здравље и социјалну политику               | Драгиша Филимоновић |           |                  |
| председник Републичког комитета за борачка и инвалидска питања                | Јово Мишковић       |           |                  |
| председник Републичког комитета за законодавство                              | Ковиљка Романић     |           |                  |
| председник Републичког комитета за водопривреду и водоснабдевање              | Ратко Вујановић     |           |                  |
| директор Републичког завода за друштвено планирање                            | Михајло Црнобрања   |           |                  |
| председник Комисије за односе са верским заједницама                          | Драган Драгојловић  |           |                  |